# Bethel Heights
Bethel Heights est une municipalité du comté de Benton, dans l’État de l’Arkansas aux États-Unis.

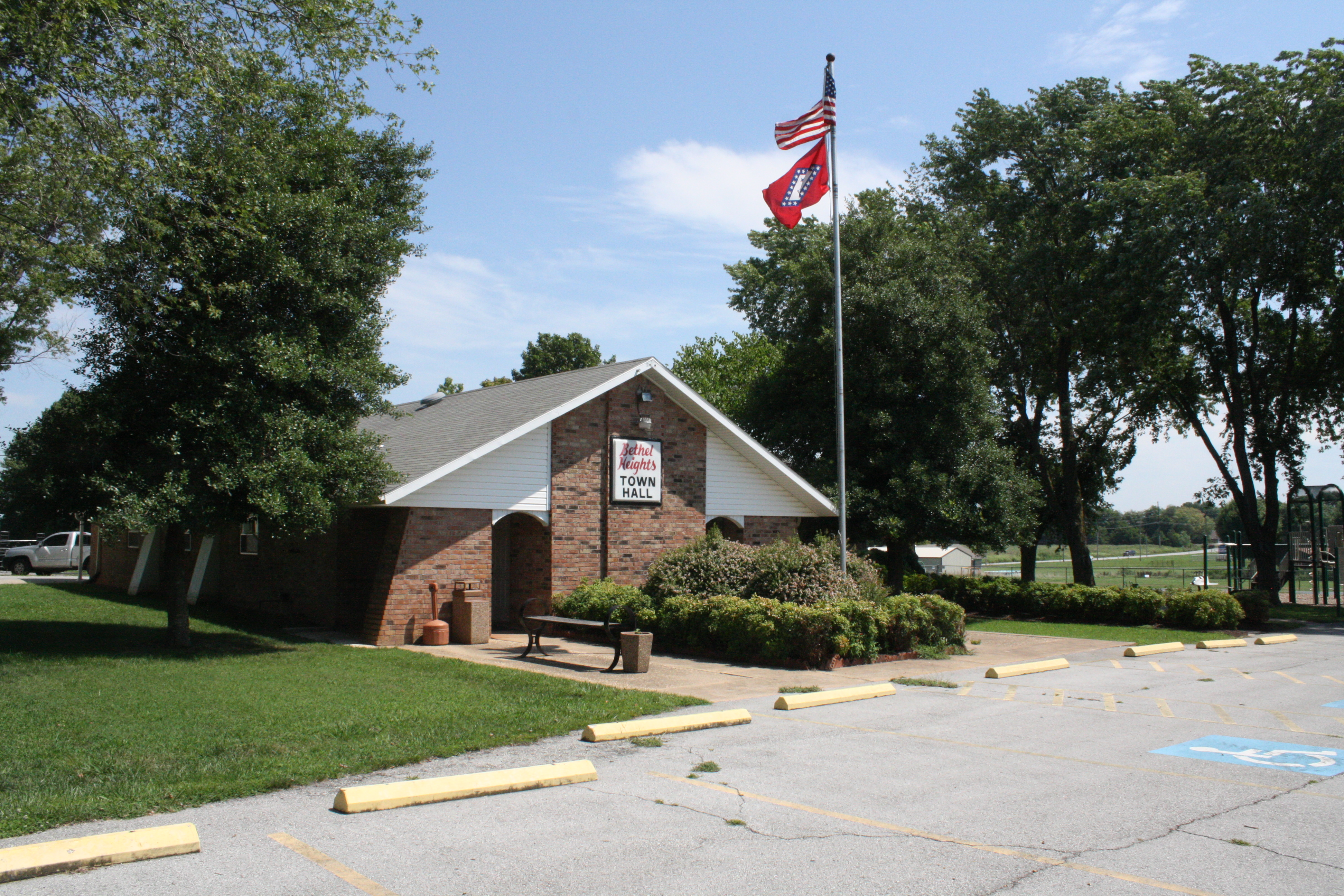
Mairie

## Démographie
| 1970 | 1980 | 1990 | 2000 | 2010  | - |
| ---- | ---- | ---- | ---- | ----- | - |
| 284  | 296  | 281  | 714  | 2 372 | - |